# Kardiologia Polska
Kardiologia Polska (ang. Polish Heart Journal) – oficjalny miesięcznik Polskiego Towarzystwa Kardiologicznego (PTK), wydawany od 1957 roku, skierowany do kardiologów, kardiochirurgów i lekarzy internistów. Od stycznia 2018 roku redaktorem naczelnym jest prof. dr hab. n. med. Anetta Undas z Instytutu Kardiologii Collegium Medicum Uniwersytetu Jagiellońskiego w Krakowie. Redaktorami pomocniczymi są prof. dr hab. n. med. Grzegorz Gajos, prof. dr hab. n. med. Maciej Lesiak, prof. dr hab. n. med. Maciej Sterliński, prof. dr hab. n. med. Katarzyna Stolarz-Skrzypek oraz dr hab. n. med. Mateusz Siedliński, redaktorem ds. analizy statystycznej jest dr n. med. Maciej Polak. Czasopismo ma konto na Facebooku i w serwisie X, a redaktorem odpowiedzialnym za media społecznościowe jest dr n. med. Paweł Rostoff. 
W miesięczniku publikowane są oryginalne prace kliniczne i eksperymentalne, artykuły poglądowe oraz krótkie doniesienia z zakresu kardiologii i kardiochirurgii, a także stanowiska sekcji i asocjacji PTK oraz opinie ekspertów powoływanych przez Zarząd Główny PTK. Artykuły ukazują się wyłącznie w języku angielskim od 2018 roku. Czasopismo korzysta z systemu Editorial Manager i systemu antyplagiatowego iThenicate. Strona czasopisma dostępna jest pod adresem https://journals.viamedica.pl/polish_heart_journal/
Od 2019 roku czasopismo uzupełniają Zeszyty Edukacyjne wydawane w języku polskim, które zawierają tłumaczenia wytycznych Europejskiego Towarzystwa Kardiologicznego (ESC), których opracowanie koordynuje prof. dr hab. n. med. Katarzyna Stolarz-Skrzypek, oraz stanowiska sekcji i asocjacji PTK oraz opinie ekspertów, a także inne recenzowane materiały o dużych walorach edukacyjnych. Redaktorem merytorycznym Zeszytów Edukacyjnych od 2022 roku jest dr hab. n. med. Michał Farkowski.

## Stałe działy
- komentarze eksperckie (edytoriale)
- artykuły oryginalne
- artykuły poglądowe
- krótkie doniesienia
- winiety kliniczne
- komentarze redakcyjne
- opinie, konsensusy, stanowiska ekspertów

## Indeksacja
- Chemical Abstract Service (CAS)
- Cross Ref
- EBSCO
- EMBASE
- Free Medical Journals
- Główna Biblioteka Lekarska
- Google Scholar
- Index Copernicus (IC)
- Index Scholar
- MEDLINE
- MNiSW
- Scopus
- Ulrich's Periodicals Directory
- Web of Science

Współczynniki cytowań:
- Impact Factor (2023): 3,7[3]
- Index Copernicus (2022): 184,67[4]

Na liście czasopism punktowanych przez polskie Ministerstwo Nauki znajduje się w części A z 100 punktami.